# Dean Elgar
Dean Elgar (* 11. Juni 1997 in Welkom, Südafrika) ist ein südafrikanischer Cricketspieler, der zwischen 2012 und 2023 für die südafrikanische Nationalmannschaft spielte.

## Kindheit und Ausbildung
Er war Kapitän der südafrikanischen Vertretung bei der ICC U19-Cricket-Weltmeisterschaft 2006. Daraufhin wurde er in die nationale Cricket-Akademie aufgenommen.

## Aktive Karriere
Elgar gab sein First-Class-Debüt im Februar 2006 für Free State. Mit dem Übergang des südafrikanischen Crickets in die Franchise-Era wurde er von den Knights übernommen. Dort konnte er in den Jahren 2011 und 2012 herausstechen und wurde so von den Selektoren entdeckt. Diese gaben ihm eine Chance im Nationalteam, wo er im August in England sein ODI-Debüt gab als Jacques Kallis eine Auszeit nahm. Dort erzielte er im dritten Spiel mit 42 Runs seine beste Leistung im ODI-Cricket. Jedoch konnte er sich nicht im ODI-Team halten und erhielt im November 2012 in Australien eine weitere Chance im Test-Cricket. Im Januar konnte er dann im zweiten Test der Tour gegen Neuseeland mit einem Century über 103* Runs aus 170 Bällen seinen Durchbruch erzielen. Ein Jahr später gelang ihm ein Fifty über 83 Runs gegen Australien. Daraufhin erhielt er einen zentralen Vertrag mit dem südafrikanischen Verband. Im Sommer 2014 gelang ihm in Sri Lanka ein Century über 103 Runs aus 187 Bällen. Die Saison schloss er mit einem weiteren Fifty über 61 Runs in Simbabwe ab. Bei dem Spiel erhielt er eine Geldstrafe, nachdem er mit seinem Schläger gegen das Wicket schlug.
Zur neuen Saison wechselte er im nationalen südafrikanischen Cricket zu den Titans und konnte sich daraufhin als Eröffnungs-Batter etablieren. Im Dezember kamen die West Indies nach Südafrika, wo ihm neben einem Century über 121 Runs aus 239 Bällen ein Fifty über 60* Runs gelang. Im Sommer 2015 spielte er für Surrey im englischen nationalen Cricket. Während der Tour in Indien im November 2015 konnte er dann zwar nicht als Batter, jedoch mit 4 Wickets für 22 Runs als Bowler im ersten Test herausstechen. Daraufhin kam England nach Südafrika, wobei er ein Century über 118* Runs aus 246 Bällen erzielte. Es sollte bis November 2016 dauern, bis er abermals mit einem Century über 127 Runs aus 316 Bällen im ersten Test in Australien Aufmerksamkeit erregen konnte. Daran schloss sich eine Tour gegen Sri Lanka an, bei dem im ersten Test ein Fifty (52 Runs) gelang. Im zweiten Test hatte er mit einem Century über 129 Runs aus 230 Bällen im ersten Innings und einem Fifty über 55 Runs im Zweiten einen wichtigen Anteil am Seriensieg. Die Saison beendete er mit einer Tour in Neuseeland, bei der er im ersten Test nach einem Century (140 Runs aus 299 Bällen) und einem weiteren Fifty im zweiten Innings (89 Runs) als Spieler des Spiels ausgezeichnet wurde.

### Aufstieg zum Kapitän und Rücktritt
Im Sommer 2017 erreichte er in der Test-Serie in England neben zwei Fifties (54 und 80 Runs) in den ersten beiden Tests ein Century über 136 Runs aus 228 Bällen. Im ersten Test der Serie war er erstmals als Kapitän im Einsatz, da der reguläre Kapitän Faf du Plessis aus familiären Gründen die Rolle nicht wahrnehmen konnte. Zu Beginn der Saison 2017/18 konnte er gegen Bangladesch in beiden Tests jeweils ein Century erzielen. Im ersten erzielte er 199 Runs aus 388 Bällen und wurde dafür als Spieler des Spiels ausgezeichnet. Nach 113 Runs aus 152 Runs im zweiten Spiel erhielt er die Auszeichnung als Spieler der Serie. Im neuen Jahr erreichte er zwei Fifties gegen Indien (61 und 86* Runs), bevor er gegen Australien (57 und 81 Runs) zwei Fifties und ein Century über 141* Runs aus 284 Bällen erreichte. Im Dezember 2018 erreichte er ein Fifty gegen Pakistan (50 Runs). Im dritten Test der Serie ersetzte er erneut Faf du Plessis als Kapitän da dieser eine Strafe absitzen musste. Es sollte daraufhin bis zum Oktober 2019 dauern, bis er mit einem Century über 160 Runs aus 287 Bällen im ersten Test in Indien wieder herausragte, womit er die Niederlage jedoch nicht verhindern konnte. Dem folgte eine Tour gegen England, wo er im zweiten Test ein Fifty über 88 Runs erreichte.
Nach der Unterbrechung auf Grund der COVID-19-Pandemie, konnte er im Dezember 2020 gegen Sri Lanka erst ein Fifty und dann ein Century über 127 Runs aus 163 Bällen erreichen. Dafür wurde er als Spieler der Serie ausgezeichnet. Dem folgte eine Tour in Pakistan, wo ihm ein Fifty (58 Runs) gelang. Im März übernahm er dann die permanente Rolle als Test-Kapitän nachdem Quinton de Kock zurückgetreten war. Im Sommer gewann Südafrika die erste Test-Serie unter seiner Leitung in den West Indies und er erreichte ein Fifty über 77 Runs. Am Ende des Jahres gelangen ihn gegen Indien zwei Fifties (77 und 96* Runs). Zum Ende der Saison 2021/22 traf das Team auf Bangladesch und ihm gelangen in den zwei Tests drei Fifties (67 & 64 und 70 Runs). Im Sommer verlor er mit dem Team die Test-Serie in England ohne herausragen zu können, ebenso wie in Australien zum Jahresende. Daraufhin kam es zu einem Wechsel im Trainerstab des südafrikanischen Teams und Elgar verlor die Rolle als Test-Kapitän an Temba Bavuma. Zunächst verblieb er im Team und erzielte im Februar 2023 gegen die West Indies ein Fifty (71 Runs). Vor der Tour gegen Indien im Dezember 2023 erklärte er dann, dass er nach der Serie vom internationalen Cricket zurücktreten werde. Nachdem sich Bavuma im ersten Test verletzt hatte, übernahm Elgar für den Rest der Serie abermals die Kapitänsrolle. Im ersten Test erzielte er dann ein Century über 185 Runs aus 287 Bällen und wurde beim Sieg als Spieler des Spiels ausgezeichnet.